# زاگورسکو
زاگورسکو (به بلغاری: Zagorsko) یک منطقهٔ مسکونی در بلغارستان است که در شهرستان مومچیلگراد واقع شده‌است.